# Delia Akeley
Delia Julia Akeley (Beaver Dam, 5 dicembre 1875 – Daytona Beach, 22 maggio 1970) è stata un'esploratrice statunitense.

## Biografia
Delia nasce da due immigrati irlandesi arrivati negli Stati Uniti nel 1850. Il padre Patrick Denning e la madre Margaret Hanbury Denning, ferventi cattolici, si stabilirono in una fattoria vicino a Beaver Dam. Delia era l'ultima di nove figli, e durante la sua infanzia fu relegata a lavori fisici tipicamente femminili. In contrasto con il padre, verso i 13 anni scappò di casa per rendersi a Milwaukee, dove incontrò Arthur J. Reiss, un barbiere, che sposò il 17 ottobre 1889 all'età di 14 anni. Il matrimonio durò circa tre anni e nel 1892 divorziarono. Nel dicembre dello stesso anno sposò Carl Akeley.
Il nuovo marito era un esperto imbalsamatore e Delia imparò rapidamente l'arte, aiutandolo nella realizzazione delle sue opere e nel perfezionamento della tecnica. Nel 1895 si trasferirono a Chicago grazie al nuovo incarico del marito presso il Field Museum. Partecipò al progetto del marito aiutandolo a creare i diorama per il museo. Il 13 agosto 1905 Delia e Carl partirono per il Kenya per cacciare e riportare in patria due elefanti per il Field Museum.
Nel 1909 partirono per una seconda spedizione, ma per l'American Museum of Natural History, che ebbe un grande impatto nelle loro vite. Durante il viaggio si aggregò, per un certo lasso di tempo, l'ex Presidente Theodore Roosevelt che era in viaggio con il figlio Kermit, e questo diede loro molta visibilità. Secondo avvenimento importante fu l'inicdente che il marito ebbe durante la caccia. Un giorno Carl partì per la caccia nonostante non fosse in buone condizioni fisiche. Delia, che era rimasta la campo, ricevette l'annuncio da due portatori che il marito era rimasto gravemente ferito dall'attacco di un elefante maschio. Decise di mandare subito qualcuno a cercare un medico esperto e organizzò una spedizione di salvataggio con venti uomini. Il salvatggio non fu cosa facile, perché gli uomini non volevano partire nella giungla con il calare delle tenebre, ma riuscì ugalmente a convincerli e a raggiungere il marito in tempo per prestargli le prime cure, in attesa che arrivasse l'altra missione di soccorso con il medico.
Se la passione del marito erano gli elefanti, quella di Delia erano i primati fra cui i babbuini. Durante questo viaggio raccolse e adottò una femmina di Cercopithecini che riportò con lei a Manhattan, dandole il nome di J.T. Jr., in onore di John T. McCutcheon, un famoso caricaturista che aveva partecipato alla spedizione. La scimmia era trattata come un membro della famiglia ma non fu mai addomesticata. Rimase sempre un animale selvaggio, facendo non solo danni a cose materiale ma mordendo anche Delia prima alla gamba e poi al polso. Dal morso alla gamba, Delia non si riprese mai completamente dal punto di vista fisico e con l'avanzare degli anni fu costretta a camminare con il bastone. Il morso al polso la convinse a cedere l'amata scimmia allo zoo.
Nel 1918 si recò a Nancy per portare il suo contributo allo sforzo bellico, lavorando nelle mense dell'esercito americano. Rientrò in patria l'anno dopo, ma il rapporto con il marito si era molto degradato e lui utilizzò questa sua assenza prolungata come motivo per chiedere il divorzio, che fu pronunciato nel 1923.
Il 23 agosto 1924 salpò per Mombasa, dove arrivò nel mese di ottobre, a capo di una spedizione nell'Africa orientale e centrale per il Brooklyn Museum. Scopo del viaggio era di continuare a studiare le etnie locali e raccogliere esemplari di mammiferi di grossa taglia. la spedizione fu un vero successo e Delia riportò in patria anche un raro esemplare di Heterocephalus phillipsii.
Nel novembre 1929 salpò nuovamente per l'Africa, questa volta per studiare i pigmei. La spedizione durò solo cinque mesi a causa di piogge torrenziali eccezionali. Nonostante tutto Akeley riuscì molto materiale fra cui circa 1500 fotografie, e numerosi filmati.
Delia si sposò per la terza volta, nel 1939, con il dottor Warren D. Howe, qualcuno che conosceva dai tempi in cui viveva a Chicago con Carl. Non ebbe figli da nessuno dei suoi matrimoni e morì per cause naturali il 22 maggio 1970, all'età di 95 anni. È sepolta al 	
Daytona Memorial Park, in Florida.

## Pubblicazioni
- "Jungle Portraits", ed. Macmillan Co (1930) ASIN: B00085J8G4
- "J T Jr. The Biography Of An African Monkey", ed. Macmillan Co (1928) ASIN: B000859MOW

## Premi e riconoscimenti
- Nel 1927 divenne membro della Society of Women Geographers.[9]
- Il cratere di Venere Akeley è stato intitolato in suo onore.

## Nella cultura di massa
- 2016 - È una delle 15 donne che appaiono nel primo volume del fumetto Indomite.
- 2020 - Dal fumetto Indomite è stato tratto un film di animazione.[10]